# طهران روزگار نو
طهران روزگار نو یک فیلم بر پایهٔ سریال هزاردستان ساختهٔ علی حاتمی است که واروژ کریم‌مسیحی ۳ سال پس از درگذشت علی حاتمی آن را به‌صورت یک فیلم سینمایی ۹۰ دقیقه‌ای تدوین کرد.

## خلاصهٔ داستان

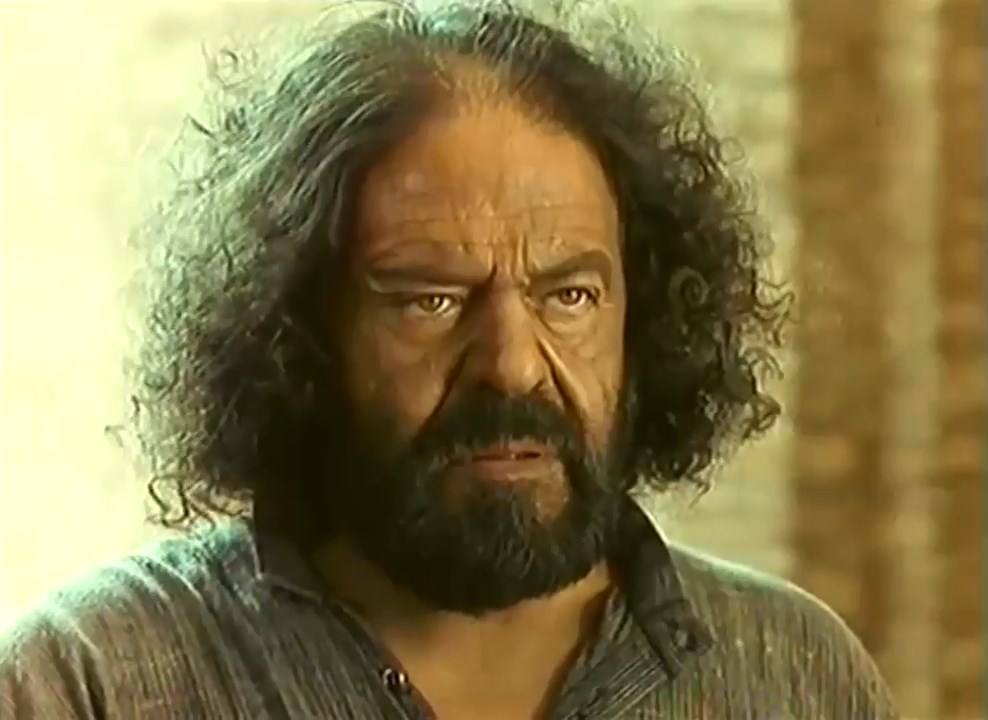
محمد علی کشاورز در نقش شعبان استخوانی

قبل از شهریور ۱۳۲۰، رضاشاه امر به سرشماری می‌کند. او در تنها سفر خارجی‌اش (به ترکیه) دریافته که آتاتورک نفوس ترکیه را از همین طریق می‌داند. شیوهٔ سرشماری متفاوت است: همه باید در خانه‌ها باشند تا سرشماری درست از کار در بیاید. عده‌ای از عوامل نظمیه از این خلوت و قرق بهره می‌گیرند و یک جواهرفروشی را در لاله‌زار غارت می‌کنند. غافل از این که قطعه‌ای از جواهرات عروس خان مظفر در میان جواهرات سرقت شده‌است. خان مظفر، رئیس نظمیه را احضار می‌کند و سرپاس نظمیه چارهٔ کار را به مفتش شش‌انگشتی می‌سپارد. یافتن جواهر موجب محبوبیت شش‌انگشتی نزد خان می‌شود. با اشغال طهران در شهریور ۱۳۲۰ شیرازهٔ همهٔ امور از هم می‌پاشد و مفتش تبدیل به آدم خاصهٔ خان مظفر می‌شود. او در مأموریتی خصوصی به دستگیری مردی می‌رود که خان مظفر از جوانی به‌دنبال اوست تا در این زمانهٔ پرآشوب، هم از هنرش بهره بگیرد و هم حساب‌های گذشته را با هم تصفیه کنند.[۱]

## بازیگران
- محمدعلی کشاورز
- عزت‌الله انتظامی
- زهرا حاتمی
- داوود رشیدی
- جمشید مشایخی
- جعفر والی
- منصور والامقام
- محمد مطیع
- جهانگیر فروهر
- اسماعیل محمدی
- نعمت‌الله گرجی
- جمشید لایق
- محمد ورشوچی
- اسماعیل محرابی
- رقیه چهره‌آزاد
- سروش خلیلی
- رضا عبدی
- افسر اسدی
- فرهنگ مهرپرور
- منوچهر آذری